# Свети Димитър (Катраница)
Вижте пояснителната страница за други значения на Свети Димитър.
„Свети Димитър“ (на гръцки: Ιερός Ναός Αγίου Δημητρίου) е възрожденска православна църква в кайлярското село Катраница (Пирги), Гърция, част от Леринската, Преспанска и Еордейска епархия на Цариградската патриаршия, под управлението на Църквата на Гърция.
Църквата е построена в 1725 – 1726 година, след изграждането на другата голяма църква в Катраница „Света Параскева“, като катедрала на Мъгленската епископия. В църквата според преданието по време на турската власт функционира тайно училище. Църквата има ценни стенописи от времето на изграждането, които обаче пострадват от германците по време на Втората световна война, а по-късно от епитропите на църквата, които ги замазват, за да бъде тя изписана наново. В църквата са запазени и резбован иконостас и ценен амвон.
- Фрески в църквата
- Фрески в църквата
- Свети мъченици Седем братя Макавеи
- Ктиторският надпис
- Неразпознат светец
- Свети Елеазар
- Свети Полемий
- Свети Прокорпий